# اروس (فیلم)
اروس (انگلیسی: Eros) فیلمی آنتولوژی محصول 2004 است که از سه بخش کوتاه تشکیل شده است : دست به کارگردانی وونگ کار وای به زبان ماندارین، تعادل به کارگردانی استیون سودربرگ به زبان انگلیسی و رشته خطرناک چیزها نوشته میکل‌آنجلو آنتونیونی به زبان ایتالیایی. هر بخش به موضوعات عشق و رابطه جنسی می‌پردازد.
از بازیگران آن می‌توان به لویزا رانیری، رابرت داونی جونیور، آلن آرکین، تی‌ین فنگ، انریکا آنتونیونی و گونگ لی اشاره کرد.